# KP-Aalten
De KP-Aalten was een Nederlandse verzetsorganisatie tijdens de Tweede Wereldoorlog.
De Knokploegen werden opgericht om distributiekantoren, gewestelijke arbeidsbureaus en bevolkingsregisters te "kraken" (overvallen) om aan distributiebonnen, persoonsbewijzen en dergelijke te komen.
Medio 1944 ontstond op initiatief van Aaltense KP'ers een verzetsgroep van circa 40 man in de onbewoonde boerderij "De Bark" tussen Aalten en Dinxperlo. Vanwege de toenemende jacht van de bezetter op jonge mannen voor de Arbeitseinsatz wilden er meer onderduiken. Na D-day gaf de leiding van "De Bark" hen een militaire opleiding om later de geallieerde bevrijders bij te kunnen staan.

## Ontstaan
De Knokploeg, die ontstond in de zomer van 1943, sloot zich aan bij LO en LKP. Organisaties, aan wier wieg Helena Kuipers-Rietberg uit de buurgemeente Winterswijk stond.
Blijkens naoorlogse cijfers is het aantal onderduikers in de gemeente Aalten enorm geweest: circa 2500 op een inwonertal van 13.000.
Leider van de KP-Aalten werd Kees Ruizendaal, die zich als marechaussee te Aalten wegens zijn steun aan de illegaliteit spoedig genoodzaakt zag ook zelf onder te duiken. Leden van de knokploeg waren verder Jan Ket (Zwarte Jan), Gerrit Kleisen (Gijs) en Feitze de Vries (Gerrit). Sleutel- en vertrouwensfiguur op de achtergrond was ‘Ome Jan Wikkerink.

## Acties
De knokploeg ondernam geslaagde overvallen op de distributiekantoren van Borculo en het Betuwse Zetten-Andelst. In Neede mislukte de overval.

## Mislukte wapenexpeditie door verraad / Vuurgevecht in Doesburg
Om wapens voor de groep te bemachtigen was commandant Ruizendaal in contact gekomen met ene Willy van Erp, een ‘geheim agent van de Nederlandse regering’. Deze wachtte op 20 april 1944 vier groepsleden op in Beltrum. Hij beschikte over een vrachtauto met chauffeur. Gezamenlijk zouden ze in Noord-Brabant de wapens ophalen. Het gezelschap vertrok richting Arnhem. Wekte het accent van de onbekende chauffeur al argwaan bij de KP'ers, de sporen van geronnen bloed in de wagen versterkten dat nog. Zeer tegen de zin van Van Erp besloten de KP'ers de rit in Doesburg voor onderling beraad te onderbreken. Met het voorstel vast door te rijden en hen bij een café in Rheden weer op te pikken, stemde deze niettemin in. De groepsleden verdeelden zich in twee koppels van twee. Afgesproken werd elkaar na een uur weer te treffen op het adres van de betrouwbare drogist Gastelaars in Doesburg, ‘mits de kust veilig is’.
Even later werd pijnlijk duidelijk dat men in een val was gelopen die de SS op aangeven van collaborateur Willy Markus, alias ‘Willy van Erp’, had opgezet. Ket en De Vries, die hun weg op geleende fietsen voortzetten, werden bij de ‘Ellecomse draai’ door Duitse militairen aangehouden, ontwapend en afgevoerd. Ruizendaal en Kleisen probeerden in Doesburg -bij het uitblijven van contact met hun kameraden- ten huize van de familie Gastelaars tevergeefs fietsen te bemachtigen om weg te komen. Ze bemerkten dat het huis door Duitsers was omsingeld. Kleisen dook een kast in en Ruizendaal vluchtte -via de bovenverdieping en het dak- naar de binnenplaats. Met hulp van de familie Berendonk verstopte hij zich in een konijnenhok. Er werden zakken voor gehangen en door een kleine kier had hij nog enig zicht. Toen een SS'er even later terloops een zak oplichtte opende Ruizendaal het vuur, waarna een regen mitrailleurkogels hem in zijn benarde positie doorzeefde.
Drogist Philip Gastelaars werd gearresteerd en werd de volgende dag "op de vlucht doodgeschoten" op het terrein van de opleidingsschool van de Nederlandsche SS 'Avegoor' in Ellecom..
Kleisen werd ook ontdekt en gearresteerd en naar Kamp Vught overgebracht. Hij werd op 6 juni 1944 gefusilleerd in de duinen bij Overveen. In de nasleep van deze mislukte poging om aan wapens te komen werd het verzet ook elders in de Achterhoek een zware slag toegebracht. De Sicherheitsdienst voerde arrestaties uit in Borculo, Eibergen, Lichtenvoorde, Neede en Varsseveld. In Den Bosch werd op 22 april de bij de verzetsgroep betrokken kunstschilder Karel Verschuur aangehouden, nadat hij door Markus mee was gelokt uit zijn onderduikplek onder het voorwendsel dat hij hem naar Engeland kon brengen.

## Hergroepering
Op transport naar Kamp Vught lukte het zowel Ket als De Vries de volgende ochtend in de binnenstad van 's-Hertogenbosch vanonder het dekzeil van de legerauto te springen en te ontkomen. Korte tijd later verenigden ze zich weer met hun kameraden van de KP-Aalten.
De opengevallen leidinggevende plaatsen van Ruizendaal en Kleisen werden ingevuld door de 'verse' onderduikers, te weten de marechaussees Gijs van Haaften en - Gerrit Kleisens jongere broer - Dick Kleisen, die enkele dagen eerder waren ontsnapt uit het Buitencommando Arnhem van Kamp Vught.

## Verzetshaard "De Bark"
In de zomer van 1944 werd een onbewoonde boerderij tussen Aalten en Dinxperlo, genaamd De Bark, een onderduikplaats voor een groeiend aantal merendeels jonge onderduikers, die de Arbeitseinsatz wilden ontwijken, alsmede enkele neergeschoten geallieerde piloten. 
De verzetsgroep,stond los van de KP-Aalten en werd geleid door de 30-jarige Jan Ket ("Zwarte Jan"), die na het debacle in Doesburg was teruggekeerd en Henk van 't Lam', "Lange Henk" (22) die besloten de verzetsgroep van circa 40 mannen onder militaire discipline te brengen en te leren met wapens om te gaan. Maandenlang werd dit uitgevoerd en het vertrouwen opgebouwd dat men als een sterke gevechtseenheid de verwachte geallieerde bevrijders zou kunnen bijstaan. De wapens werden verkregen via droppings van geallieerde vliegtuigen en afgehandeld door de herstelde leiding van de KP-Aalten'‘.
Op zondagmorgen 25 februari 1945 sloeg de wacht alarm, toen drie Duitse soldaten van een landmeeteenheid een onverwacht bezoek brachten aan het voorhuis, waar zij geen strijders maar mogelijk wel verdachte voorwerpen hadden aangetroffen. Na het verlaten van het huis werden de Duitsers door de met een stengun gewapende "Lange Henk" en makkers aangehouden, ontwapend en gevangengezet. Hetzelfde gebeurde met hun collega die in een legerwagen op hen wachtte. Het commando zat vervolgens met een complex probleem: hoe het gebeurde buiten kennis van de Duitse bezetter te houden en wat te doen met de vier gevangenen? Deze lieten zich niet overhalen: desertie was beneden hun soldateneer. Een geïmproviseerde krijgsraad van "De Bark" sprak de doodstraf uit. Hen fusilleren en daarna begraven was te omslachtig en riskant. De uiteindelijke conclusie luidde: ophangen. Aldus geschiedde.
De vier lijken werden door Jan Ket in een auto, ondermijnd met twee springladingen, in een recente bomkrater nabij Varsseveld tegen een boom gereden. Ze werden zo goed mogelijk in aannemelijke posities in het voertuig geplaatst, waarna de springladingen werden ontstoken. Slechts één ging er af, maar de explosie was zwaar. Ket en zijn mannen, die moesten maken dat zij weg kwamen, waren zeker van hun zaak.
Nog dezelfde avond auto vond een Duitse patrouille de gedeeltelijk uitgebrande auto met ernaast de lijken van twee Wehrmacht-soldaten met nog koorden om hun benen en striemen rond hun hals. De twee andere lichamen waren onherkenbaar. Later onderzoek toonde aan dat de achterste springlading niet is afgegaan door de kracht van de voorste.
De represaillemaatregel van de Duitse bezetter was genadeloos. Zesenveertig politieke gevangenen werden uit het kamp De Kruisberg (Doetinchem) gehaald en op de grens van Aalten en Wisch, bij de Aaltense tol, gefusilleerd.
De 46 van het Rademakersbroek.
De verzetsgroep had de "De Bark"-boerderij inmiddels volgens plan verlaten en wijkte uit naar een oude landbouwloods aan de Dinxperloseweg tussen Aalten en Dinxperlo. Het bericht dat de list met het geënsceneerde "auto-ongeluk” was mislukt en de Duitse represaille door liquidatie van 46 Nederlandse politieke gevangenen bereikte hen pas vele dagen later. Het wekte bij hen eerst ongeloof en daarna diepe indruk. 
Veel tijd voor bezinning en verwerking werd hen niet gegund, omdat inmiddels vier geallieerde divisies de Rijn overgestoken hadden en de Achterhoek naderden. Op 30 maart maakten ze voor het eerst contact met twee Canadese gevechtswagens, die opdoken bij het "Somsenhuus". De bevrijding was een feit.

## Bevrijding
De KP-Aalten zette zich het laatste oorlogsjaar in het bijzonder in bij wapendroppings en het in de Achterhoek in veiligheid brengen van neergehaalde geallieerde piloten. Na de bevrijding door de Canadezen eind maart 1945 en de opname in de Binnenlandse Strijdkrachten meldden veel voormalige ondergrondse strijders zich als vrijwilliger aan voor het op 15 april te Aalten geformeerde Dutch National Battalion. Ze zouden de geallieerde troepen ondersteunen bij de bevrijding van de Veluwe en omstreken.